# Kalle Ankas sommarnöje
Kalle Ankas sommarnöje (engelska: Trailer Horn) är en amerikansk animerad kortfilm med Kalle Anka från 1950.

## Handling
Kalle Anka är ute i skogen på camping för att ta det lugnt. Men den lugna stunden blir kortvarig när han stöter på Piff och Puff som stör honom.

## Om filmen
Filmen hade svensk premiär den 9 april 1951 på biografen Spegeln i Stockholm.
Filmen har haft flera svenska titlar genom åren. Vid biopremiären 1951 gick den under titeln Kalle Ankas sommarnöje. Senare titlar till filmen har varit Kalle Anka campar med Piff och Puff, Kalle Anka campar och Kalle campar. Den sistnämnda har använts vid DVD-utgivningar.
Filmen har givits ut på VHS och DVD och finns dubbad till svenska.

## Rollista
- Clarence Nash – Kalle Anka
- James MacDonald – Piff
- Dessie Flynn – Puff[4]